# Sân bay quốc tế Vladivostok

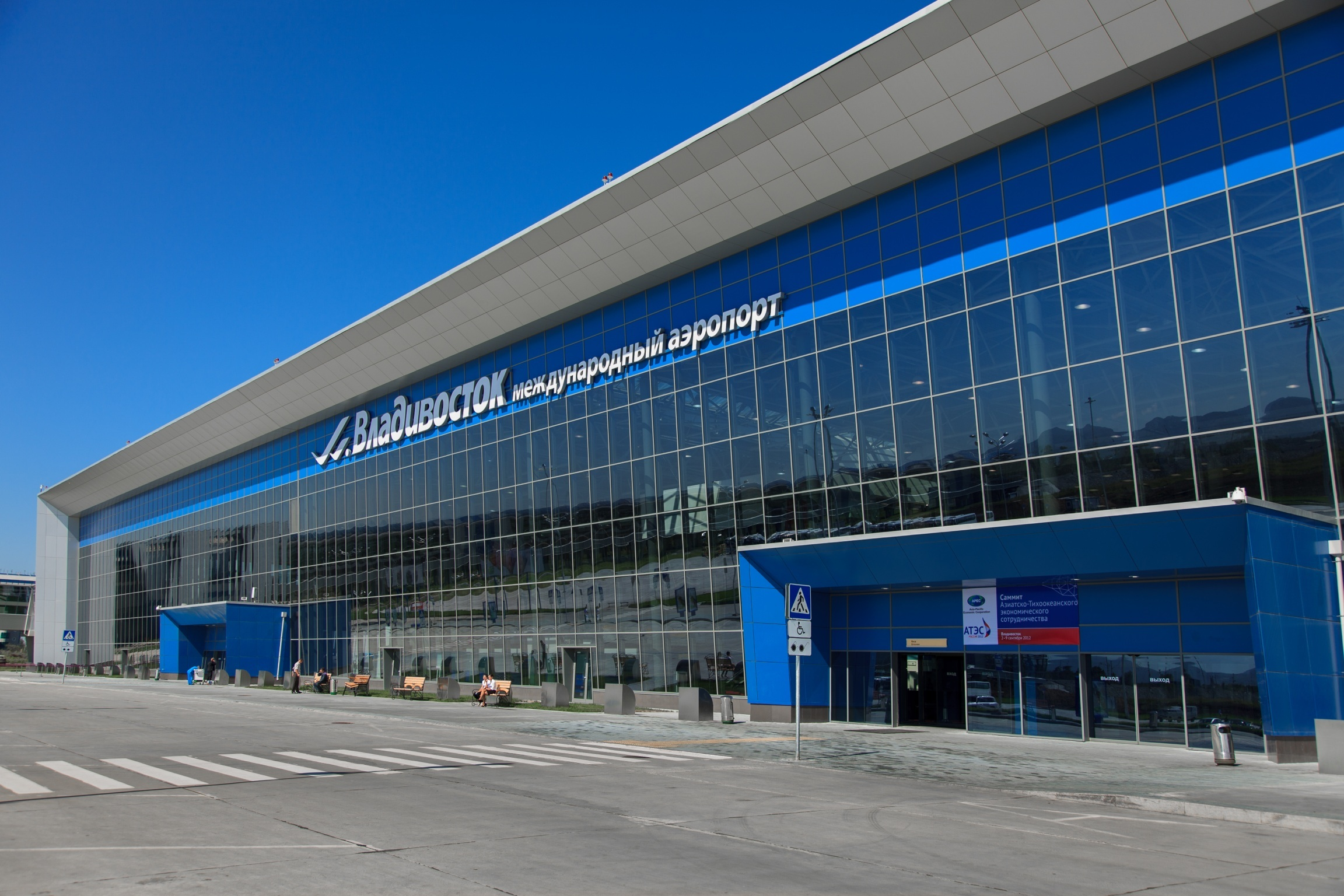
Nhà ga mới ở sân bay Vladivostok

Sân bay quốc tế Vladivostok (tiếng Nga: Владивостокский международный аэропорт) (IATA: VVO, ICAO: UHWW) nằm gần Artyom, Vùng Primorsky, Nga đi xe mất 1 giờ đến Vladivostok. Trước đây đây là sân bay Kiyevichi, đặt tên theo Khutor Kiyevichi. Sân bay có 2 nhà ga hành khách: nội địa và quốc tế.

## Các hãng hàng không và các điểm đến
- Aeroflot (Moskva-Sheremetyevo)
- Air Koryo (Bình Nhưỡng)
- Condor Flugdienst (Frankfurt)
- Dalavia (Khabarovsk)
- Domodedovo Airlines (Moskva-Domodedovo)
- Korean Air (Seoul-Incheon)
- KrasAir (Krasnoyarsk)
- Xí nghiệp hàng không Pulkovo (Sankt Peterburg)
- SAT Airlines (Yuzhno-Sakhalinsk)
- S7 Airlines (Irkutsk, Novosibirsk, Petropavlovsk-Kamchatsky, Yuzhno-Sakhalinsk)
- Ural Airlines (Yekaterinburg)
- Vladivostok Avia (Abakan, Băng Cốc, Bắc Kinh, Busan, Đại Liên, Ekaterinburg, Hà Nội, Cáp Nhĩ Tân, Irkutsk, Khabarovsk, Kitakyushu, Krasnodar, Moskva-Vnukovo, Niigata, Novosibirsk, Osaka-Kansai, Petropavlovsk-Kamchatsky, Sankt Peterburg, Seoul-Incheon, Toyama, Tokyo-Narita, Ufa, Yakutsk, Yuzhno-Sakhalinsk)
- Yakutia Airlines (Yakutsk)
- VietjetAir (Hà Nội)